# Dikulwe
La Dikulwe ou Dikuluwe, est une rivière de la république démocratique du Congo, traversant les territoires de Kambove et de Mitwaba dans le Haut-Katanga et le territoire de Lubudi dans le Lualaba. Elle se déverse dans la Lufira dans le parc national des Kundelungu.